# Maitenbeth
Maitenbeth (Bairisch: Moabeth) ist eine Gemeinde im oberbayerischen Landkreis Mühldorf am Inn. Sie ist Mitglied der Verwaltungsgemeinschaft Maitenbeth.

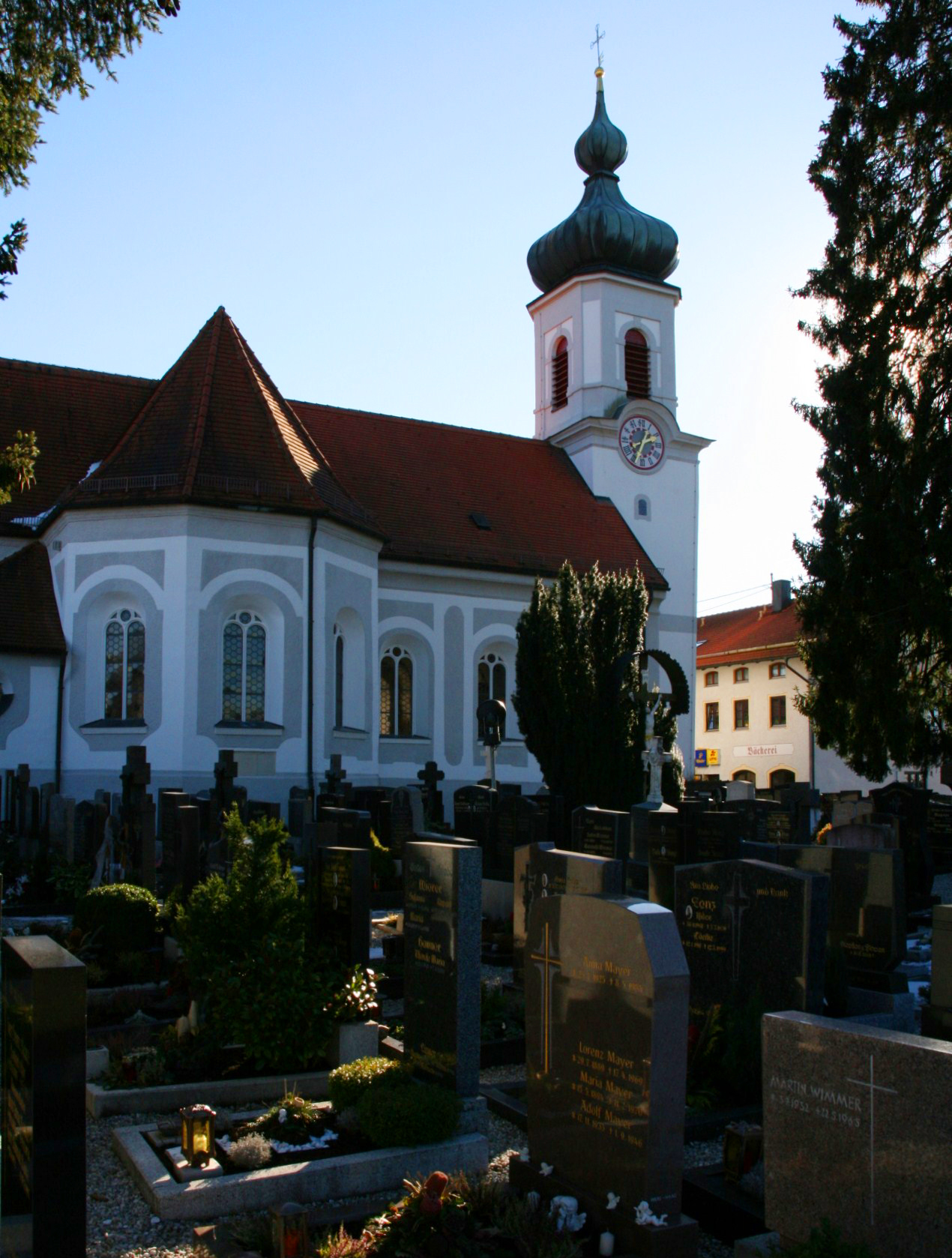
St. Agatha, Maitenbeth

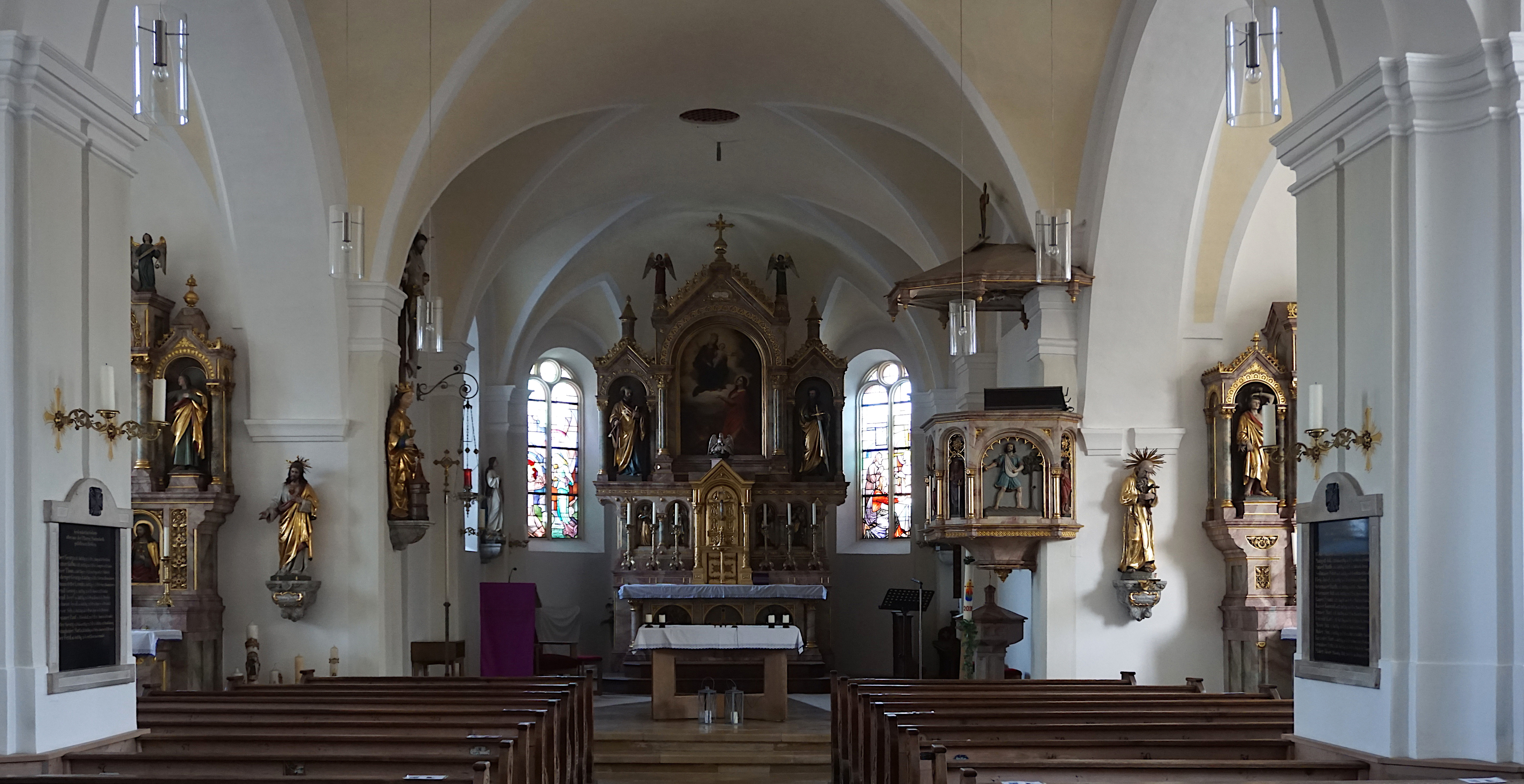
Dto., Innenansicht

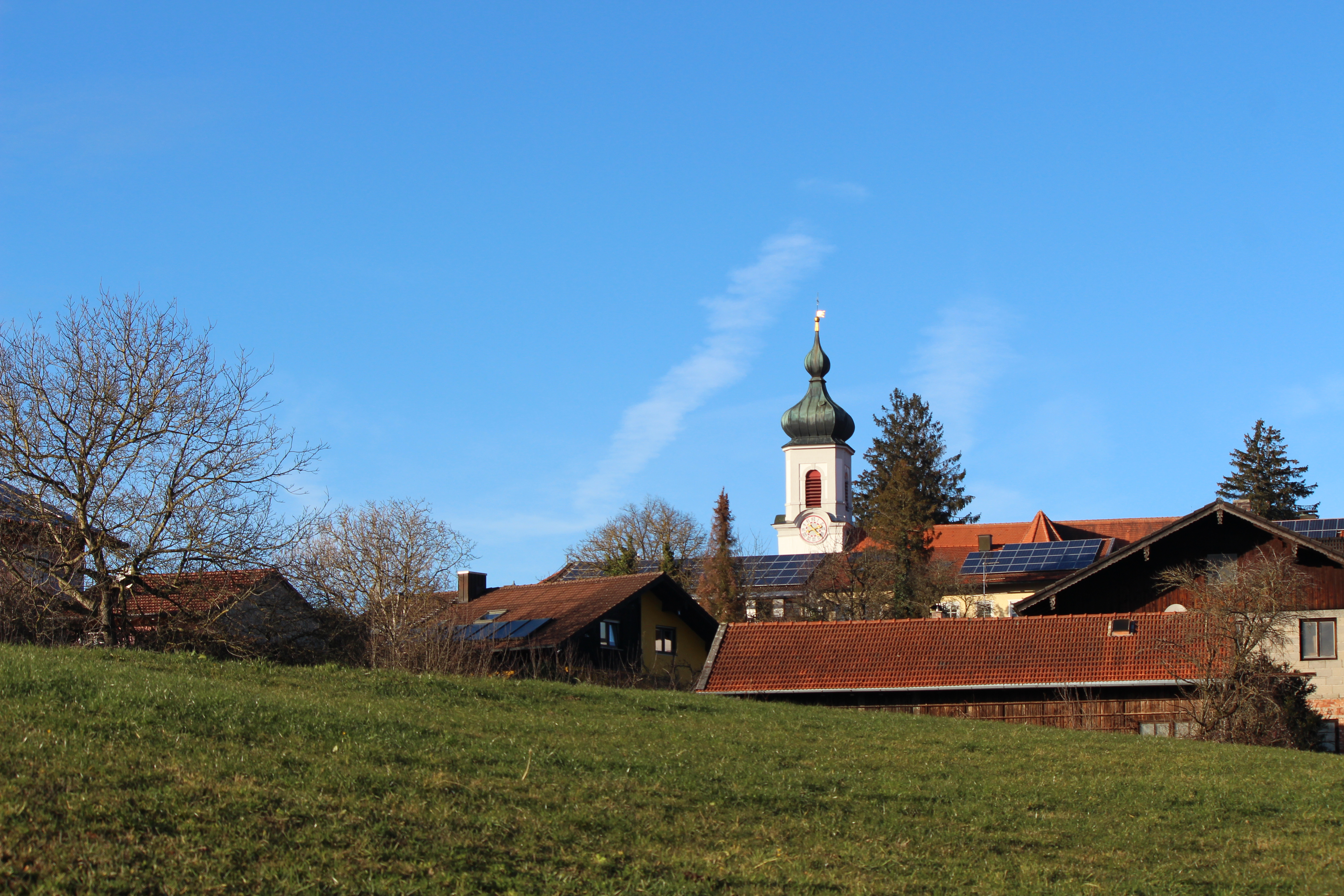
Maitenbeth Ort

## Geografie

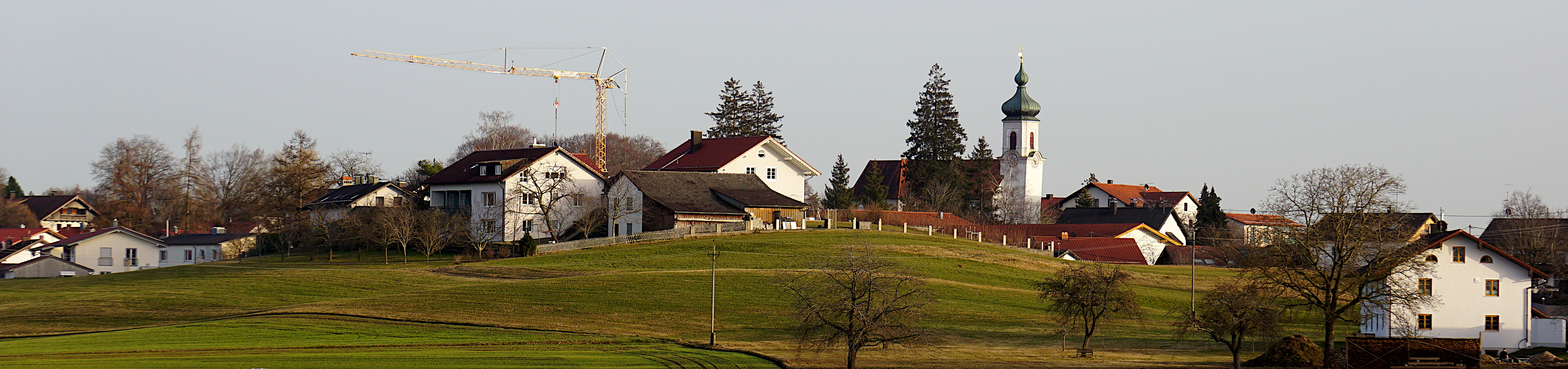
Maitenbeth vom Norden aus gesehen

### Geografische Lage
Im Gemeindegebiet befindet sich die Quelle der Isen, einem Nebenfluss des Inns.
Maitenbeth liegt 40 km östlich von München und 35 km nördlich von Rosenheim an der B 12.

### Nachbargemeinden
Die Gemeinde grenzt im Osten an Haag in Oberbayern (MÜ), im Süden an Rechtmehring (MÜ), Albaching (RO) und Steinhöring (EBE), im Westen an Hohenlinden (EBE) und im Norden an Isen (ED).

### Gemeindegliederung
Es gibt 58 Gemeindeteile:
- Barthub
- Berg
- Bernreit
- Brand
- Brandstätt
- Bräustätt
- Dichtldorn
- Dieblstätt
- Edgarten
- Eßbaum
- Etschlohe
- Feichten
- Gassen
- Ginhub
- Gmain
- Goldbrunn
- Haslach
- Hatzmoos
- Heilbrunn
- Hennezogl
- Hof
- Honau
- Innach
- Kopfsöd
- Kramerberg
- Kreuz
- Kronsöd
- Lacken
- Lichtfelden
- Löfflmoos
- Lohen
- Luhestätt
- Luxstätt
- Maitenbeth
- Marsmeier
- Mitterhof
- Moos
- Neukirchen
- Niesberg
- Oberöd
- Ochsenfurt
- Oed
- Perzl
- Pfaffenberg
- Pointner
- Rain
- Rappolten
- Rückertsbichl
- Schellenberg
- Schranken
- Seilbach
- Siebenhart
- Steinweg
- Straß
- Straßmaier
- Tegernbach
- Thal
- Weinhub

Es gibt die Gemarkungen Innach, Maitenbeth und Großhaager Forst.

## Geschichte

### Bis zur Gemeindegründung
Der heutige Gemeindeteil Etschloh wird 977 n. Chr., Maitenbeth (als Aetenpeth) erst 1315 n. Chr., zum ersten Mal in einem Freisinger Matrikel urkundlich erwähnt. Der Name Aetenpeth, setzt sich dabei aus „Aeten“ – einer Abwandlung des Namens Aite, der aus Agathe entstanden ist – und „beth“ – was Ruheplatz bedeutet – zusammen. Der Buchstabe M entstand wohl durch eine Verschmelzung eines (unbekannten) vorausgehenden Wortes mit dem Stammwort. Der Name Maitenbeth bedeutet also von sinngemäß „Platz an dem die heilige Agathe ruht“.
Im Mittelalter bis 1804 gehörte Maitenbeth mit den umliegenden Dörfern und Weilern zur Freien Reichsgrafschaft Haag. Die Grafschaft gehörte nicht zu Bayern, sondern war ein eigenes selbständiges Reichsland. Nach dem Tod des letzten Fraunbergers, Graf Ladislaus von Fraunberg-Haag, wurde aber der bairische Herzog Albrecht V. 1567 mit Haag belehnt. Trotzdem blieb Haag bis 1804 eine zwar bayrisch dominierte aber „Freie, den bayrischen Kurlanden nicht eingegliederte Reichsgrafschaft“.
Die Westgrenze der Grafschaft bildet heute noch die Westgrenze der Gemeinde Maitenbeth. An dieser Grenze kam es im Jahre 1800 zum Zusammenstoss der französischen Revolutionstruppen mit den süddeutschen Truppen (Österreicher, Bayern, Württemberger, Hessen, Liechtensteiner). Am 3. Dezember 1800 wurde um Maitenbeth der entscheidende Kampf der Schlacht von Hohenlinden ausgetragen.

### Ab 1818
Im Jahr 1882 schlossen sich die zwei 1818 durch das bayerische Gemeindeedikt gebildeten Gemeinden Maitenbeth und Innach zusammen.
Nach der Auflösung des Landkreises Wasserburg am Inn 1972 wurde Maitenbeth Teil des Landkreises Mühldorf am Inn und 1978 der Verwaltungsgemeinschaft Haag, dies jedoch nur für zwei Jahre. Seit 1980 bildet Maitenbeth mit der Nachbargemeinde Rechtmehring eine Verwaltungsgemeinschaft.

### Chronik der Kirche
Laut der „Chronik von Maitenbeth“ (1858) des Expositus Franz Haistrachers gab es bereits im Jahr 1488 in Maitenbeth eine Kirche. Ihre heutige Form bekam die Pfarrkirche St. Agatha ab dem Jahr 1680, 1707 wurde sie eingeweiht.
- 1800 – Missbrauch als Feldschmiede und Heerlager von österreichischen Truppen
- 1840 – Eigener Friedhof
- 1847 – Ernennung zur Expositur
- 1873 – Ernennung zur Pfarrei
- 1940 – Am 8. September wird der Kirchturm von einem Blitz getroffen und brennt völlig aus
- 1984 – Bau eines zusätzlichen Friedhofes
- 1991 – Gründung des Pfarrverbandes Maitenbeth-Rechtmehring

### Einwohnerentwicklung
Zwischen 1988 und 2018 wuchs die Gemeinde von 1655 auf 2029 um 374 Einwohner bzw. um 22,6 %.
| Jahr               | Einwohner |
| ------------------ | --------- |
| 1818 ¹             | 0812      |
| 1875 ¹             | 0808      |
| 1. Dezember 1900   | 0951      |
| 16. Juni 1925      | 1018      |
| 17. Juli 1939      | 0978      |
| 13. September 1950 | 1390      |
| 6. Juni 1961       | 1307      |
| 27. Mai 1970       | 1314      |
| 25. Mai 1987       | 1585      |
| 31. Dezember 1991  | 1733      |

| Datum             | Einwohner |
| ----------------- | --------- |
| 31. Dezember 1995 | 1760      |
| 31. Dezember 2002 | 1833      |
| 31. Dezember 2005 | 1877      |
| 31. Dezember 2007 | 1897      |
| 31. Dezember 2008 | 1899      |
| 31. Dezember 2009 | 1915      |
| 31. Dezember 2010 | 1917      |
| 31. Dezember 2011 | 1909      |
| 31. Dezember 2012 | 1916      |
| 31. Dezember 2013 | 1958      |

| Datum             | Einwohner |
| ----------------- | --------- |
| 31. Dezember 2014 | 1959      |
| 31. Dezember 2015 | 1989      |
| 31. Dezember 2016 | 2000      |

¹ Inklusive des damals noch selbstständigen Gemeindeteils Innach

## Politik

### Bürgermeister
Erster Bürgermeister ist Thomas Stark (Bürgerliste Maitenbeth).

### Wappen
| Wappen Gde. Maitenbeth | Blasonierung: „Schräg geteilt von Gold und Blau, oben ein fliegender schwarzer Rabe mit rotem Holzspan im Schnabel, unten ein springendes silbernes Ross mit Zaum.“ |
| Wappen Gde. Maitenbeth | Wappenbegründung: Der Schimmel steht für die Grafschaft Haag. |

### Verwaltung
Die Gemeinde ist Mitglied der Verwaltungsgemeinschaft Maitenbeth.

## Wirtschaft und Infrastruktur

### Arbeitsplätze und Landwirtschaft
2020 gab es in der Gemeinde 442 sozialversicherungspflichtige Arbeitsplätze. Von der Wohnbevölkerung standen 890 Personen in einem versicherungspflichtigen Beschäftigungsverhältnis. Damit war die Zahl der Auspendler um 448 Personen größer als die der Einpendler. 21 Einwohner waren arbeitslos. 2020 gab es 48 landwirtschaftliche Betriebe.

### Bildung
Maitenbeth verfügt über eine Grundschule im Verband mit der Gemeinde Rechtmehring; in beiden Gemeinden gibt es ein Schulhaus. Das heutige Gebäude in Maitenbeth wurde 1964 eingeweiht und 1991 erweitert.
Seit 1974 besteht eine Kindertagesstätte St. Agatha, die 2004 in ein neues Gebäude umgezogen ist. Die Kita befindet sich seit dem 1. September 2020 in gemeindlicher Trägerschaft; gleichzeitig wurde der zweite Anbau bezogen mit zwei neuen, modernen Krippengruppen, einer zusätzlichen Kindergartengruppe und einer großzügigen Mensa.
Die Kindertagesstätte verfügt zum 1. März 2021 über 173 Plätze, davon waren 122 Plätze belegt.

## Verkehr und Infrastruktur
Maitenbeth ist an der stark befahrenen B 12 (Lindau – München – Passau) und nicht weit von der nord-südlich verlaufenden B 15 gelegen. Es bestehen Busverbindungen nach München und Haag/Gars am Inn.
Zur Überwachung des Luftraums steht im Großhaager Forst südwestlich von Maitenbeth ein Turm der DFS mit einer SRE-M-Radaranlage. Jede dieser bundesweit sechs Anlagen hat einen Erfassungsradius von etwa 145 NM (Nautischen Meilen, entspricht 270 km).

## Persönlichkeiten

### Söhne und Töchter der Gemeinde
- Sepp Faltermaier (1923–2005), Autor
- Aaron Leitmannstetter (* 1993), Golfspieler

### Mit der Gemeinde verbundene Persönlichkeiten
- Peter Casagrande (* 1946), Maler, lebt und arbeitet in Maitenbeth.